# UFOが釧路に降りる
『UFOが釧路に降りる』（ユーフォーがくしろにおりる）は、村上春樹の短編小説。村上は『新潮』1999年8月号から12月号まで、「地震のあとで」と題する連作の短編小説を続けて掲載した。本作品は8月号に発表されたその1作目。

## あらすじ
「地震」から五日のあいだ、小村の妻はすべての時間をテレビの前で過ごした。小村の知る限りでは神戸近郊には妻の親戚や知り合いは一人もいなかったが、それでも彼女は朝から晩までテレビの前を離れなかった。地震から五日後の日曜日、小村が仕事から家に帰ると妻の姿は消えていた。残された手紙には「もう二度とここに戻ってくるつもりはない」と書いてあった。その後妻の実家がある山形から離婚届が郵便で届き、小村は印鑑を押してそれを送り返した。
秋葉原にあるオーディオ機器専門店に勤める小村はとくに考えもなく、一週間の有給休暇をとる。ところへ同僚の佐々木にある用事を頼まれる。北海道の釧路市までひとつの小さな荷物を持ち運び、妹に渡してくれないかという頼みだ。もしやってくれるのなら往復のチケット代くらいは喜んで出すし、宿泊する場所もこちらで手配するという。
釧路の空港で小村は二人の若い女に出迎えられた。一人は佐々木の妹で佐々木ケイコといい、一人はケイコの友人でシマオさんといった。街道沿いにあるラーメン屋で、小村は妻が地震の五日あとに出ていったことを話した。ケイコは「私の知り合いにも、一人そういう人がいた」と言った。「サエキさんっていう人がいるんだ。釧路に住んでいて、40くらいで、美容師なんだけど」
サエキさんの奥さんは去年の秋、車を運転中に野原の真ん中に大きなUFOが降りてきたのを目撃する。そして一週間後に小学生の子供を二人おいてどこかに消えてしまった。家を出るまでの一週間、サエキさんの奥さんは誰の顔を見てもUFOの話しかしなかったという。
店を出ると、三人は近くにあるラブホテルに入った。

## 英訳
| タイトル | UFO in Kushiro                                     |
| 翻訳     | ジェイ・ルービン                                   |
| 初出     | 『ザ・ニューヨーカー』2001年3月19日号              |
| 収録書籍 | 『after the quake』（クノップフ社、2002年8月13日） |

各国語の翻訳の詳細は「神の子どもたちはみな踊る#翻訳」を参照のこと。

## 映像化
2022年に、本作と「かえるくん、東京を救う」「バースデイ・ガール」「かいつぶり」「ねじまき鳥と火曜日の女たち」「めくらやなぎと眠る女」を翻案したカナダ・フランス・ルクセンブルク・オランダの国際共同制作のアニメ映画『めくらやなぎと眠る女（原題：Saules Aveugles, Femme Endormie）』が制作された。
2025年に、本作と「アイロンのある風景」「神の子どもたちはみな踊る」「かえるくん、東京を救う」を原作としたオムニバスのテレビドラマ『地震のあとで』がNHK総合の「土曜ドラマ」枠で放送された。原作の舞台を1995年だけでなく2025年にいたる設定に置き換えることで、“今”に続く“地震のあと”の30年の時間を描いている。